# Lear Corporation
Lear Corporation és una empresa nord-americana que fabrica seients i sistemes elèctrics per a automòbils. El 2019, va ocupar el lloc número 147 i el 2018, va ocupar el lloc número 148 a la llista de Fortune 500.

## Etapes inicials
Lear Corporation es va llançar com a American Metal Products el 1917 a Detroit, Michigan. En el moment de la seva fundació es dedicava a la fabricació de conjunts tubulars, soldats i estampats per a les indústries aeronàutiques i automobilístiques.
Lear va créixer durant les dècades de 1980 i 1990 a través d'una sèrie d'adquisicions. L'empresa pretenia convertir-se en un proveïdor de sistemes complets d'automoció interior, és a dir, un proveïdor de seients, electricitat, sòls, guarnicions interiors, quadres d'instruments, etc., per a empreses d'automòbils de fabricació d'equips originals (OEM).

## Herència de United Technologies Automotive
El 16 de març de 1999, Lear va anunciar que adquiriria United Technologies Automotive, una filial de United Technologies Corporation que produïa taulers de comandament, sistemes de distribució elèctrica, motors i peces de flux d'aire, panells de portes interiors i interruptors, per 2.300 milions de dòlars. Lear va anunciar el 4 de maig de 1999 que havia completat l'adquisició.
Primera gran corporació que va aconseguir la norma ISO/TS 16949:1999 a tot el món en 280 instal·lacions globals, totes gestionades per Bill Cooper, gerent de qualitat sènior de sistemes de qualitat global de Lear Corporation.

## Següents Adquisicions
El 5 d'abril de 2004, Lear va anunciar que pagaria 220 milions de dòlars per Grote & Hartmann, amb seu a Wuppertal, Alemanya, un fabricant de components elèctrics. El 6 de juliol de 2004, Lear va anunciar que havia completat la transacció.
A principis de 2007, Lear Corporation va completar la transferència de pràcticament tota la seva antiga divisió de sistemes interiors nord-americans a International Automotive Components Group (IAC), una empresa conjunta de Lear, WL Ross & Co. i Franklin Mutual Advisers. L'acord va implicar 26 plantes de fabricació i dues empreses conjuntes xineses. Lear també va aportar 27 milions de dòlars en efectiu per un interès del 25% en IAC i warrants per un 7% addicional.
El febrer de 2017 es va anunciar que Lear Corp va signar un acord definitiu per adquirir el negoci de seients d'automoció de Grupo Antolin. L'operació es va valorar en 286 milions d'euros sense efectiu ni deute. Lear Corp va finançar la transacció amb efectiu a la mà.
El novembre de 2022, es va anunciar que Lear havia adquirit el proveïdor de tecnologies de la indústria 4.0 i equips de prova automatitzats utilitzats en la producció de seients d'automòbils, InTouch Automation, amb seu a Novi.